# 火石山水库
火石山水库是中国河南省驻马店市泌阳县春水镇境内的一座水库，位于汝河支流上，建于1959年。水库正常库容为420万立方米，集雨面积为62平方千米，海拔为150.41米。